# Небожествена комедия
„Небожествена комедия“ е полска драма от Зигмунт Крашински, издадена анонимно в Париж през 1835 г.
Произведението на 21-годишния автор е изумяващо зряло и представлява драматична поема, написана в мелодична поетическа проза. Още по-голяма новост представлява художественият подход към изграждащите съдържанието на поемата проблеми, които радикално отбягват от кръга на въпросите, тревожещи полските писатели – авторите на „Задушница“ (на Мицкевич) и „Кордиан“ (на Юлиуш Словацки). Тъкмо социалния кипеж се старае да покаже Крашински в „Небожествена комедия“. Разказва се биографията на младия аристократ граф Хенрик, който страда от модерната за онова време болест – надмощие на фантазията над волята, биографията, за която собствените преживявания на младия писател дават богат материал, става изходна точка за създаването на тази разтърсваща социална драма. Графът поет, който се наслаждава от драматизираните на своя живот, при това за сметка на най-близките си, тъй като жертва на неговия стремеж към еротични сензации става собствената му жена, в известен момент се поддава на миража за предводителството – съдбата му дава да вкуси от поезията на действието, от поезията на борбата. Когато избухва революцията и слага край на стария ред, граф Хенрих ще застане начело на обречените на унищожение останки от аристокрацията, ще се затвори с тях в окопите на св. Троица и когато победителят неприятел превземе валовете на старата крепост, той ще завърши кариерата си, хвърляйки се в пропастта.
Своята диалектика авторът изразява в серия покъртителни картини от голата действителност, показани под формата на дантевско нощно пътешествие на граф Хенрик сред огромни човешки маси, които са се хвърлили в борбата за нов живот. С изненадваща лаконичност той показва сложната мрежа от най-различни подбуди, които съставляват движещата сила на социалния бунт против досегашните отношения.
На Крашински не убягва и въпросът за революционното водачество, за значителната роля на личностите, които организират разбунтуваните маси и ги водят към победа., която се схваща като изграждане на нови форми на обществения живот върху развалините на миналото. На обречения аристократ противопоставя двама водачи на революционните маси – Панкраци и Леонард. Първият ще заплати победата със смъртта си, като остави младия си другар да продължи делата му. Едновременно с песимистичния край авторът прокарва и убеждението, че усилията на народните маси не ще отидат напразно, че ще се намерят хора, които да използват тази победа за благото на масите. Този оптимистичен оттенък обаче е забулен от символичния финал на творбата – призракът на Христос, победителят от Галилея, разпънат над бойното поле.
В „Небожествена комедия“ намират израз големите въпроси, определящи обществения живот на Европа и с неимоверната си внушителност закриват проблемите, които занимават не само емиграцията, но и целият народ – това са политически проблеми, актуализирани от въстанието и неговите последици, от нелегалната дейност на емисарите и съзаклятниците.